# Filosofen från Cuenca
Filosofen från Cuenca är en låt av det svenska proggbandet Hoola Bandoola Band. Låten återfinns på albumet Garanterat individuell från 1971. Den skrevs av medlemmen Mikael Wiehe.
Låten har inte något sammanhängande tema, istället handlar de olika verserna om olika saker. Det finns två synpunkter av "Filosofen från Cuenca" som är intressanta, den ena är Wiehes fascination för galenskapens anatomi, ett tema som skulle återkomma i olika former. Den andra kommer till uttryck i den sista versen, som lyder:
Affärsmän och politiker
tillfredsställer sin lystnad
medan dom som tänker fem år fram
belönas med hövlig tystnad
Och dom som försöker tänka sig
en annorlunda värld
slås sönder med batonger
och gasas med gevär
Här finns en referens till ett antal demonstrationer som brutalt slagits ned av polisen, både i Sverige och utomlands. 
Bakgrunden till låtens titel är att Wiehe åkte ofta till Spanien med jazzbandet Blunck's Lucky Seven. En dag åkte alla på utflykt utom Wiehe som var sjuk. När de andra kom tillbaka efter två dagar berättade de att de varit i staden Cuenca och där stött på byfånen. Det var så namnet kom till.
Det svenska musikmagasinet HYMN valde "Filosofen från Cuenca" den 27:e bästa progglåten. HYMN kallade låtens text flummig men välformulerad.